# 克鲁克斯 (南达科他州)
克鲁克斯（英語：Crooks），是美国南达科他州下属的一座城市。根据2010年美国人口普查，该市有人口1,285人。论人口在本州排行第50。